# まいどワイド30分
『まいどワイド30分』（まいどワイドさんじゅっぷん）は、1983年から1993年までテレビ大阪（TVO）にて夕方帯のニュース番組で10年間放送された。

## 概要
1982年3月の開局当時、テレビ大阪の夕方のニュース番組は、『メガTONニュースTODAY』の直後（17:50 - 17:52）に放送されていた『テレビ大阪ニュース』という2分間のストレートニュースだけだった。それを拡充し、30分のワイドニュースとしてスタートさせたのがこの番組である。番組序盤が当日の近畿地方（特に京阪神）のローカルニュース、中盤が特集やルポルタージュ、終盤が近畿地方各地の市場やスーパーマーケットを探訪し主婦に突撃インタビューをするコーナー（「決まった！今夜のおかず」）に振り分けられ、最後に天気予報を伝えていた。
読売テレビで17時台に放送されていた『テレトーク10』が1982年4月に終了して以来、在阪テレビ局の夕方のローカルニュースは18時台に集中していたが、テレビ東京系列は18時台をテレビアニメや子供向け番組の放送枠としていたことから、他局よりも1時間ほど早い17時台にこの番組を編成。
当初はテレビ大阪のみで放送されていたが、途中からびわ湖放送（BBC）と奈良テレビ（UTN→TVN）でも放送されるようになった。この2局は、『メガTONニュースTODAY』の終了後に自社のローカルニュースも放送していたため、3つのニュース番組が連続で放送されていた。また、いずれも当初は番組最後の天気予報を放送していなかったが、途中から放送するようになった。

## 出演者
- キャスター
  - 摩耶朔之介
- パートナー
  - 沢田尚子（当時テレビ大阪アナウンサー）
  - 大上すずよ
  - 織田めぐみ

## 放送時間
- 月曜 - 金曜 17:00 - 17:30